# Anastasia - Nàng công chúa cuối cùng của nước Nga
Anastasia - Nàng công chúa cuối cùng của nước Nga là một bộ phim hoạt hình viễn tưởng hài ca nhạc Mỹ năm 1997 về Nữ Đại Công tước Anastasia Nikolaevna của Nga,  được sản xuất bởi Fox Animation Studios và được phát hành bởi 20th Century Fox.

## Nội dung
Năm 1916 ở Petrograd, nước Nga, tại bữa tiệc của hoàng tộc Romanov, Hoàng thái hậu Mariya tặng một hộp nhạc và dây chuyền cho cháu gái 8 tuổi của bà là Công chúa Anastasia. Grigori Rasputin, một lão phù thủy từng bị lưu đày vì tội phản quốc, xuất hiện trong bữa tiệc. Vì mong muốn trả thù, Rasputin đã bán linh hồn cho quỷ dữ để đổi lấy quyền năng, hắn nguyền rủa hoàng tộc Romanov, khơi mào cuộc Cách mạng Nga. Khi quân cách mạng bao vây cung điện, Marie và Anastasia đã chạy thoát bằng lối đi bí mật, được giúp đỡ bởi cậu bé người hầu 10 tuổi tên Dimitri. Hai bà cháu chạy đến nhà ga, Marie lên tàu kịp lúc, còn Anastasia ngã xuống đường và đập đầu xuống đất khiến cô bị mất trí nhớ.
Mười năm sau, nước Nga theo chủ nghĩa cộng sản và Marie treo thưởng 10 triệu Rúp cho ai tìm được cháu gái của bà. Dimitri và Vlad, một người bạn của anh, đang tìm kiếm một cô gái trông giống Anastasia để họ có thể đưa đến Paris và lãnh thưởng. Ở một nơi khác, Anastasia 18 tuổi, bây giờ được gọi là "Anya", rời khỏi trại trẻ mồ côi. Nhận nuôi một chú chó con đi lạc tên Pooka, cô quyết định đến Paris, dựa theo dòng chữ trên dây chuyền của mình, nhưng cô không thể rời khỏi Nga mà không có thị thực xuất cảnh. Một bà già khuyên Anya đến gặp Dimitri tại cung điện bỏ hoang, sau đó hai người đàn ông ấn tượng vì thấy Anya quá giống Anastasia và họ quyết định đưa cô đến Paris.
Trong cõi ma quái, Rasputin thức dậy nhờ có sự hiện diện của Anya. Tức giận khi biết Anastasia đã thoát khỏi lời nguyền, Rasputin liền cử những con quỷ đi ám sát cô. Những con quỷ phá hoại đoàn tàu của ba người bạn khi họ rời khỏi Saint-Peterburg, sau đó chúng lừa Anya nhảy xuống biển trên con tàu đến Pháp. Cả hai lần Anya đều thoát nạn, buộc Rasputin phải quay lại trần gian để chính hắn giết cô. Trong chuyến hành trình, khi Dimitri và Vlad dạy cho Anya nghi thức hoàng tộc và lịch sử gia đình cô, Dimitri và Anya bắt đầu yêu nhau.
Ba người bạn đến Paris nhưng Marie đã hủy bỏ cuộc tìm kiếm sau khi gặp nhiều kẻ giả mạo. Mặc dù vậy, Sophie - em họ của Marie - vẫn hỏi Anya để xác nhận danh tính của cô. Dimitri nhận ra Anya chính là Anastasia thật sự khi cô mơ hồ nhớ lại việc anh từng giúp cô thoát khỏi cuộc bao vây cung điện. Sophie sắp xếp một cuộc gặp mặt với Marie tại Nhà hát Opéra Garnier. Dimitri cố gắng giới thiệu Anya nhưng Marie từ chối, bà cho rằng anh là kẻ lừa đảo. Anya tình cờ nghe được cuộc trò chuyện và tức giận bỏ đi. Dimitri sau đó bắt cóc Marie rồi đưa bà đến gặp Anya, anh thuyết phục được bà khi đưa ra chiếc hộp nhạc mà Anastasia đánh rơi năm xưa. Khi Marie và Anya trò chuyện, Anya phục hồi ký ức hoàn toàn. Marie nhận ra Anya chính là Anastasia, hai bà cháu vui mừng đoàn tụ.
Marie nhận ra Dimitri là người đã cứu mạng hai bà cháu, bà thưởng tiền cho anh nhưng anh từ chối và chuẩn bị quay về Nga. Tại bữa tiệc mừng sự trở lại của Anastasia, cô phân vân giữa việc nên ở lại hay đi theo Dimitri. Anastasia ra cây cầu Alexandre-III rồi bị Rasputin tấn công. Dimitri đến cứu cô nhưng cũng bị lão phù thủy khống chế. Trong lúc vật lộn, Anastasia lấy được món cổ vật quý giá của Rasputin và phá hủy nó khiến lão phù thủy bị tiêu diệt. Sau đó Dimitri và Anastasia tái hợp và cùng nhau rời đi, và Anastasia để lại một lá thư tạm biệt cho Marie và Sophie, hứa rằng cô sẽ quay lại vào một ngày nào đó.